# Microcymatura flavipennis
Microcymatura flavipennis är en skalbaggsart som beskrevs av Báguena och Stefan von Breuning 1958. Microcymatura flavipennis ingår i släktet Microcymatura och familjen långhorningar. Inga underarter finns listade i Catalogue of Life.